# Les Hommes synthétiques de Mars
Les Hommes synthétiques de Mars (titre original : Synthetic Men of Mars) est un roman d'Edgar Rice Burroughs faisant partie du Cycle de Mars et se déroulant sur Barsoom. Il s'agit du neuvième livre de la série, il suit Les épées de Mars. 
Le roman est initialement publié en épisodes dans Argosy Weekly début 1939, puis en un volume en 1940 par Edgar Rice Burroughs, Inc.

## Publications

### Version originale
- Titre : Synthetic Men of Mars
- Parution en magazine : Synthetic Men of Mars, Argosy Weekly, début 1939
- Parution en livre : Edgar Rice Burroughs, Inc., 1940

### Éditions françaises
- Les Hommes synthétiques de Mars, in Le Cycle de Mars 2, traduction de Martine Blond, Lefrancq (1995)  (ISBN 978-2-87153-466-2) (volume réédité par la librairie Ananke en 2002  (ISBN 978-2-87418-077-4))